# 삼호대교
삼호대교(三湖大橋, 영어: Samho Bridge)는 대한민국 영암군에 있는 국도 제2호선의 교량이다. 영산강 하구둑을 지나는 도로를 확장할 때 수문이 있는 남쪽 구간의 확장이 곤란하여 이 구간만을 약간 동쪽으로 피하여 건설한 도로이다.

## 같이 보기
- 영산강 하구둑
- 영산강
- 국도 제2호선